# Antone Exum
Antone Chavez Exum (Richmond, 27 febbraio 1991) è un giocatore di football americano statunitense che gioca nel ruolo di safety per i San Francisco 49ers della National Football League (NFL). Scelto nel corso del sesto giro (182º assoluto) del Draft NFL 2014, in precedenza aveva giocato a football per gli Hokies del Virginia Polytechnic Institute and State University.

## Carriera universitaria
Dopo aver frequentato la Deep Run High School a Glen Allen in Virginia, presso la quale si dimostrò un atleta estremamente versatile giocando tanto nel ruolo di quarterback quanto in quello di defensive back e di kick returner, totalizzando nel suo anno da senior 2.357 yard e 30 touchdown (di cui 6 messi a segno su ritorno, che gli valsero l'inserimento nel First-team All-Group AAA come kick returner da parte dell'Associated Press), Exum fu classificato come 38º miglior prospetto della nazione (14º migliore nello stato della Virginia) dal celebre sito di scounting Rivals.com, ricevendo offerte da numerose università come Connecticut, Duke, Louisville, Maryland, Oregon, Penn State, Purdue, South Carolina, Syracuse, Virginia, Wake Forest, West Virginia e Virginia Tech, optando infine per la borsa di studio offertagli da quest'ultimo ateneo.
Dopo esser stato freshman (poteva allenarsi ma non prender parte agli incontri ufficiali) nel 2009, la stagione seguente prese parte a tutti e 14 gli incontri in stagione partendo 5 volte come titolare. Schierato principalmente come safety, Exum fu impiegato anche come cornerback nella nickel defense adottata da Virginia Tech, guidando subito gli Hokies con 9 passaggi deviati e mettendo a referto anche 45 tackle. Nel 2011 divenne stabilmente titolare degli Hokies, scendendo in campo in tutti e 14 gli incontri dall'inizio, rispettivamente 11 volte come free safety e 3 come strong safety. In tale stagione il suo apporto fu molto concreto, tanto che in più di 850 snap in difesa e 42 negli special team totalizzò 89 tackle (miglior risultato stagionale degli Hokies), di cui 5 con perdita di yard ed 1,5 sack, un intercetto, 10 passaggi deviati, 2 fumble forzati ed uno recuperato. Protagonista anche negli incontri seguenti la stagione regolare (mise a refeto 10 tackle, di cui 2 con perdita di yard nell'ACC Championship perso contro Clemson e 4 tackle ed un sack nello Sugar Bowl perso contro Michigan), al termine della stagione fu premiato con l'Honorable Mention All-ACC.
Nel 2012, dopo fu nuovamente titolare in tutti gli incontri della stagione (stavolta 13), giocando oltre 900 snap (835 come cornerback e 72 negli special team) nei quali mise a referto 48 tackle, di cui 1,5 con perdita di yard, 16 passaggi deviati, 2 fumble forzati ed uno recuperato e guidò gli Hokies con 5 intercetti. Egli disputò inoltre ancora una prova di spessore al termine della stagione regolare quando fu eletto MVP del Russell Athletic Bowl 2012 (vinto da Virginia Tech contro Rutgers), grazie anche ad un touchdown segnato dopo aver ritornato per 32 yard un intercetto. A fine anno fu inserito nel Second-team All-ACC e premiato da Sports Illustrated con l'Honorable Mention All-American. La stagione 2013 si rivelò invece un calvario per Exum che già nel gennaio 2013 subì una lesione del legamento crociato anteriore e del menisco lateraledel ginocchio destro. Egli fu costretto a saltare il camp primaverile ed estivo degli Hokies ma dopo soli 9 mesi dalla diagnosi dell'infortunio fu dichiarato ristabilito ed autorizzato al rientro nelle competizioni agonistiche. Exum tuttavia optò per non scendere in campo negli imminenti match contro North Carolina e Pittsburgh, debuttando successivamente contro Duke. Egli giocò quindi altri due match contro Boston College e Miami, ma contro questi ultimi subì una distorsione alla caviglia sinistra e fu costretto a saltare il finale di stagione, che includeva anche il Sun Bowl perso da Virginia Tech contro UCLA.

### Vittorie e premi

#### Università
- ACC Championship: 1

Virginia Tech Hokies: 2010
- Russell Athletic Bowl: 1

Virginia Tech Hokies: 2012

#### Individuale
- Second-team All-ACC: 1

2012
- MVP del Russell Athletic Bowl: 1

2012
- Honorable Mention All-American: 1

2012
- Honorable Mention All-ACC: 1

2011

## Carriera professionistica

### Minnesota Vikings
Pronosticato per esser scelto nel 4º giro del Draft NFL 2014, Exum fu poi selezionato nel corso del 6º giro come 182º assoluto dai Minnesota Vikings, divenendo il 30º defensive back proveniente da Virginia Tech ad essere selezionato al Draft NFL. Il 21 maggio firmò il suo primo contratto da professionista, un quadriennale da 2,34 milioni di dollari, di cui 115.788 garantiti alla firma.

#### 2014
Dopo esser riuscito a far parte dei 53 a roster, Exum debuttò con la maglia dei Vikings nella gara di settimana 1, vinta dai Vikings 34-6 in casa dei St. Louis Rams, subentrando in un numero ridotto di snap durante i quali non mise a referto alcuna statistica.

## Statistiche
| Partite totali      | 5 |
| Partite da titolare | 0 |
| Tackle totali       | 0 |
| Sack                | 0 |
| Intercetti          | 0 |
| Fumble forzati      | 0 |